# Bassus muesebecki
Bassus muesebecki är en stekelart som först beskrevs av Bhat och Gupta 1977.  Bassus muesebecki ingår i släktet Bassus och familjen bracksteklar. Inga underarter finns listade.